# Щит (телесериал)
Щит (англ. The Shield) — американский сериал, рассказывающий о коррумпированном полицейском отряде, так называемой «Ударной группе» (Strike Team). Действие разворачивается в одном из полицейских участков Лос-Анджелеса, который расположен в вымышленном неблагополучном районе города Фармингтоне. Всего было выпущено 88 эпизодов в семи сезонах. Кроме того существует промежуточная серия, не относящаяся ни к одному из сезонов. Сюжетно она расположена между пятым и шестым сезонами.

## Сюжет
Основным привлекательным моментом в драме для зрителя стал показ американской полиции с «темной стороны» и отказ от «геройского» изображения полицейских. Главные герои фильма не только расследуют убийства, но и прикрывают наркоторговцев, грабят мафию, фабрикуют улики, применяют незаконные методы допросов и постоянно нарушают закон. Однако, они всеми силами пытаются поддерживать порядок и безопасность гражданских на вверенных им территориях. Также на авансцене основного сюжета показываются особенности общественно-политической жизни общества: контроль полиции комитетом депутатов, спонсирование выборов политиков бизнесом, народный бунт и недоверие населения полиции, PR полиции среди граждан (плакаты, пресс-конференции, референдумы по доверию полиции, т.д.), заинтересованность среднего и крупного бизнеса в безопасности в городе с целью строительства объектов и развития бизнеса (стоимость недвижимости, покупательская способность, безопасность инвестиций).

## Персонажи

### Ударная группа
- Вик Мэки (Victor Samuel «Vic» Mackey, исполнитель — Майкл Чиклис) — главный герой сериала[2][3]. Жесткий, коррумпированный полицейский[3]. Вик бьет подозреваемых, может кого-нибудь подставить, в самом начале сериала убил полицейского, а позже организовал ограбление армянской мафии[4][5]. Личность Вика очень противоречива[3]. У Вика есть жена и трое маленьких детей, двое из которых страдают аутизмом, а также внебрачный сын от Даниэлы Софер[6]. Вне работы Вик очень мягок и нежен с окружающими[3]. Кроме того Вик помогает проститутке Конни и её трехлетнему сыну Брайну (сезоны 1 и 2), с которыми случайно познакомился во время полицейской облавы. Также помогает сальвадорке Эмолии — полицейскому осведомителю, у которой есть аутичный сын. Высоко ставит статус полицейского, например, собрал коллег из департамента на похороны коррумпированного зам. шефа полиции, но при этом оправдывает убийство полицейского под прикрытием Тэрри Кроули[3]. В конце сериала, за иммунитет от тюрьмы, сознается во всех своих преступлениях и его сажают на кабинетную должность.[7].
- Шейн Вендрелл (Shane Vendrell , исп. — Уолтон Гоггинс) — молодой полицейский, напарник Вика[8]. Ничего не боится, но не всегда одобряет то что делает Вик. В целом Шейн всегда весел и находчив. Тем не менее, большинство проблем «ударной группы» связаны именно с Шейном, убийство Лема, связь с наркобароном Антуаном Митчелом, проблемы с армянской мафией[8]. Есть сын и жена, беременная вторым ребёнком.
- Кертис «Лем» Лемански (Curtis «Lem» Lemanski, исп. — Кеннет Джонсон) — молодой полицейский, второй член группы Вика[8]. Наиболее честный, совестливый и порядочный детектив группы. Постоянно конфликтует с Виком из-за того что он делает. Был против ограбления армянской мафии, однако принял участие, считал это опасным, в итоге сжег миллионы с денежного поезда, испугавшись что его посадят. Увлекается орнитологией. Болен язвой желудка.
- Ронни Гардоки (Ronald Everett «Ronnie» Gardocki, исп. — Дэвид Рис Снелл) — самый рассудительный полицейский из команды Вика. Никогда и нигде не оставлял улик, всегда помогал и поддерживал Вика. Выполняет функцию технического специалиста по средствам наблюдения и прослушивания. Из-за конфликта с Армадийо получил шрамы на лице и вынужден носить бороду.

### Патрульные
- Даниэлла Софер (Daniella Sofer, исп. — Кэтрин Дент) — молодая женщина-полицейский. Спокойна, порядочна, вежлива с остальными. Пытается помочь большинству окружающих, хотя иногда не замечает собственных проблем. Родила сына от Вика Мэки (Который возможно тоже аутист как и другие дети Мэки)
- Джулиан Лоу (Julian Lowe, исп. — Майкл Джейс) — молодой полицейский, афроамериканец, напарник Даниэллы Софер. Очень религиозен. Один из наиболее добрых полицейских, однако способен на резкие всплески агрессии, так как держит весь гнев в себе. Джулиан всячески борется со своими гомосексуальными наклонностями, ненавидя самого себя.
- Тина Хэнлон  (Tina Hanlon, исп. — Пола Гарсес) — молодая напарница Джулиана. Латиноамериканка. Зачастую больше думает о собственной внешности, чем о работе. Часто вступает в конфликты с Дэнни и с Джулианом.

### Детективы
- Холланд «Датч» Вагенбах (Holland «Dutch» Vagenbach, исп. — Джей Карнс) — молодой полицейский[9]. Холланд честен, как правило спокоен, но честолюбив, иногда импульсивен. Страдает от множества комплексов, в том числе связанных с детством. Это и убедило его стать полицейским. Холланд напарник Клодетт Вимс[9]. Они редко выезжают на опасные задания. Холланд и Клодет занимаются интеллектуальной работой — расследованиями убийств, розысками маньяков. После разговора с серийным убийцей, задушил кота который не давал ему спать, чтобы понять о чём говорил убийца. Отказался от капитанской должности.
- Клодетт Вимс (Claudett Wyms, исп. — Си Си Эйч Паундер) — немолодая полицейская — афроамериканка. Напарница Холланда[9]. Очень интеллектуальна, рассудительна и честна. Она вступает в противоборство с начальством отдела, поняв что те заключают сделки с целью сокрытия преступления или в угоду общественному мнению скрывают факты, что стоит ей возможности повышения. В дальнейшем её принципиальность позволяет ей получить должность капитана полиции и начальника участка[4]. У Клодет есть две дочери, одна из них вышла замуж в первом сезоне. Разведена. На протяжении 15 лет болеет волчанкой.
- Дэвид Асеведа (David Aceveda, исп. — Бенито Мартинес) — капитан, начальник Фармингтонского отделения[5]. Латиноамериканец. На первый взгляд, честный и уравновешенный полицейский, однако в молодости за ним числилось изнасилование, и вообще он склонен к садизму. Честолюбив — хочет занять место в городском совете и позже пост мэра[5]. Не переносит Вика, но часто заключает с ним союзы[5].
- Моника Роулинг (Monica Rawling, исп. — Гленн Клоуз) — женщина-капитан, сменившая Асеведу на посту начальника Фармингтонского «Сарая», когда он оставил его ради места в городском совете[5]. Ранее работала здесь же детективом[5]. В то время имела сексуальную связь со своим напарником Ричардом Нельсоном, у которого были жена и дети. Она склонна принимать решения, вредящие её карьере, если они помогают очистить улицы от преступности, например, капитан Роулинг проводила политику конфискации имущества, приобретенного на деньги от продажи наркотиков, что привело в конечном итоге к её отставке. Именно она начала внутреннее расследование по делу Ударной группы Вика, однако после отставки пыталась предупредить его об опасности[5].
- Стив Биллингс (Steve Billings, исп. — Дэвид Марчиано) — детектив Фармингтонского отделения. Труслив, ленив, склочен, склонен к мелким подлостям и практически полностью некомпетентен. Был исполняющим обязанности капитана после отставки Моники Роулинг, после того, как этот пост заняла Клодетт — стал напарником Датча. Пытался отсудить у города несколько миллионов долларов за полученную на работе травму. Считает себя незаурядным детективом, и иногда может раскрыть дело, но обычно предпочитает разгадывать кроссворды. У него есть бывшая жена и две дочери.

### Высшие чины
- Бен Гилрой (Ben Gilroy, исп. — Джон Дайл[англ.]) — помощник шефа полиции Лос Анджелеса. Друг Вика Мэки, неоднократно помогавший ему, в том числе сообщивший ему о подосланном Терри Кроули. Дружба между ним и Виком рухнула, когда Мэки раскрыл аферу Гилроя с недвижимостью, а тот стал угрожать его семье. Тем не менее, Вик помог бежать ему в Мексику, где тот скончался от алкоголизма. Его похороны организовал тоже Вик[3]. Жена Гилроя Нэнси ненавидела его за предательство, однако не хотела, чтобы их дочери знали правду об отце.
- Рой Филлипс (Roy Phillips, исп. — Найджел Гиббс) — помощник шефа полиции Лос Анджелеса, сменивший Гилроя. Довольно рассудителен. Почти всегда поддается на чьи бы то ни было уговоры.
- Шеф Джонсон (Chief Johnson, исп. — Джон Сагйэн[англ.]) —шеф полиции Лос Анджелеса. В сериале практически не появляется.

### Отдел внутренних расследований
- Джон Кавано (Jon Kavanaugh, исп. — Форест Уитакер) — лейтенант Отдела внутренних расследований, занимающийся делом Ударной группы. Он использует Лема, не сдавшего конфискованный героин в хранилище улик, как шпиона за Виком, Шейном и Ронни. Кэвэноу пытается стать для него другом, так как его основной целью является Вик Мэки. Также он использует бывшего информатора Вика, сальвадорку Эмолию, которая и донесла о похищении Лемом героина. У него есть бывшая жена Сэйди (её играет Джина Торрес), страдающая расстройством психики[9]. Джон Кэвэноу крайне принципиален и не нарушает закон даже ради неё, однако, когда Вик и Лем узнают о её проблемах, выходит из себя и арестовывает Кёртиса. Впоследствии он идет на сделку с Антуаном Митчеллом, чтобы тот сдал ему Шейна.
- Терри Кроули (Terry Crowley, исп. — Рид Даймонд) — детектив, внедренный Асеведой в Ударную группу с целью раскрыть преступления Мэки и Вендрелла. Вик знал об этом от Гилроя и был вынужден убить Терри на первом же их совместном задании, инсценировав его убийство наркодилером. Мэки стрелял, Вендрелл был свидетелем. Лем и Ронни ничего не знали об истинном убийце Кроули долгое время. Хотя Терри был убит в первой серии сериала, его смерть стала одным из основных катализаторов развития сюжета. Также этот персонаж появлялся в одном из эпизодов второго сезона, посвященном началу работы Фармингтонского отделения.

### Родственники и друзья
- Коррин Мэки (Corrine Mackey, исп. — Кэти Кэлин Райан[англ.]) — жена Вика, мать-одиночка, растящая троих детей, двое из которых больны аутизмом. Работает медсестрой в госпитале. Часто помогала Вику в его не вполне законных операциях. В конце сериала она сотрудничает с Вагенбахом и Вимс с целью засадить Вика за решетку, так как начинает бояться за себя и детей. За помощь в расследовании её принимают в программу защиты свидетелей.
- Мара Сьюэлл-Вендрелл (Mara Sewell-Vendrell, исп. — Мишель Хикс) — подруга и впоследствии жена Шейна. Мара занимается продажей недвижимости. На многое готова ради Шейна, так, она идет даже на убийство из-за него. Когда Шейн предлагал ей сдаться властям, оставив его одного в бегах, она отказалась.
- Ребекка Дойл (Rebecca Doyle, исп. — Лора Хэрринг) — адвокат, нанятый Виком для защиты всей Ударной группы после того, как Лем попался Кэвэноу. В беседах с ней Вик никогда не говорил всей правды, что и стало причиной разлада. Искренне симпатизировала Лему, советуя ему сдать своих друзей в обмен на более мягкий приговор. Была в интимной связи с Виком.

### Преступники
- Антуан Митчелл (Antwon Mitchell, исп. — Энтони Андерсон) — глава банды 1/9, базирующейся в Фармингтоне[8]. После отсидки он занимается пропагандистской деятельностью среди чёрного населения, однако это лишь прикрытие. Шейн Ведрелл и его напарник Эрми работают на него, но, когда они проваливают его задание и его банда несет убытки, Энтуан убивает четырнадцатилетнюю осведомительницу Энжи из их пистолетов и прячет тело, чтобы иметь рычаг давления на копов[8]. Взамен на труп девочки он требует от Шейна убить Вика, но Шейн в дальнейшем все рассказывает тому. Кроме того, Энтуан причастен к убийству двух офицеров полиции, за что его отправляют в тюрьму.
- Армадийо Кинтеро (Armadillo Quintero, исп. — Дэниэл Пино[англ.]) — мексиканский бандит. Отличается невероятной жестокостью (так, он убивает даже собственного брата), его любимый вид казни — сжигание людей заживо. Несмотря на это, он знает законы. Вик, пытаясь добиться того, чтобы Армадийо покинул страну, прожигает ему щеку раскаленной конфоркой плиты. В качестве мести Квинтеро проделывает то же самое с Ронни. Убит в клетке «Сарая» по приказу Шейна.
- Гуардо Лима (Guardo Lima, исп. — Луис Антонио Рамос[англ.]) — сальвадорский гангстер, чьим фирменным знаком было убийство с помощью гранат. Поэтому в убийстве Лема Вик обвинял именно его, и ему же за это отомстил, хотя Гуардо был ни при чём. Однако он был причастен к резне на Сан-Маркос, в которой погибли жены и дети наркодилеров.
- Маргос Дезерян (Margos Dezerian, исп. — Курт Саттер) — представитель армянской мафии, каратель со странной внешностью смахивающий на Христа, был арестован ударной группой не произнес ни слова после задержания, в клетке убил другого заключенного, бежал во время транспортировки, с этого началась история с денежным поездом, вернулся для того, чтобы найти виновных в краже денег и наладить работу с героином, визитной карточкой являлось отрезание ног, как доказательство смерти, с последующей отправкой главам армянской мафии и пытки, вычислил Вика с командой, методично пытая всех кто мог что то знать. Попал в ловушку Вика и был им застрелен, чтобы скрыть все концы ведущие к денежному поезду.

## Награды и номинации
Сериал 5 раз номинировался на премию Эмми, а в 2002 году Майкл Чиклис получил её. В 2002 году сериал получил 2 премии Золотой глобус в категориях Лучший телевизионный драматический сериал и за лучшего актёра сериала (драма). Сериал ещё трижды номинировался на Золотой глобус. В 2006 году сериал выиграл Peabody Award. Последний сезон получил в 2008 году награду AFI Award.

## Видеоигра
В 2007 году была выпущена видеоигра The Shield. Разработкой занимались Point of View, Inc.
Игра предназначалась для Windows и Playstation 2. Это был шутер от третьего лица с элементами стелс. Игроку отводилась роль Вика Мэки, распутывающего дело о войне банд, сюжетно находящееся между третьим и четвёртым сезонами. В основном игра получила низкие оценки.